# Shanshan Feng
Shanshan Feng (Chinees: 冯珊珊; Guangzhou, 5 augustus 1989) is een Chinese golfprofessional die golft op de LPGA Tour.

## Loopbaan
Feng werd jarenlang gecoacht door haar vader Xiong Feng en ze won tijdens haar amateurcarrière tien golftoernooien. In 2007 werd ze een golfprofessional. In december 2007 kon ze zich via de LPGA Final Qualifying Tournament kwalificeren voor de LPGA Tour in 2008. Ze golft soms ook op de Ladies European Tour en de LPGA of Japan Tour.
In augustus 2011 behaalde Feng haar eerste profzege op de LPGA of Japan Tour door de Meiji Cup te winnen. In maart 2012 behaalde ze op de Ladies European Tour haar eerste zege door het World Ladies Championship te winnen. Op 10 juni 2012 behaalde ze haar eerste en tevens eerste major op de LPGA Tourdoor het LPGA Championship te winnen.

## Prestaties

### Amateur
- 2004: China Junior Championship, China Junior Open, China Amateur Tournament
- 2005: China Amateur Tournament
- 2006: China Amateur Tournament, China Women’s Amateur Open Championship
- 2007-2008: vier toernooien op de International Junior Golf Tour

### Professional
LPGA Championship
| Nr. | Datum            | Toernooi                 | Score           | Score |
| --- | ---------------- | ------------------------ | --------------- | ----- |
| 1   | 10 juni 2012     | LPGA Championship        | 72-73-70-67=282 | –6    |
| 2   | 6 oktober 2013   | Reignwood LPGA Classic   | 70-64-64-68=266 | –26   |
| 3   | 24 november 2013 | CME Group Titleholders   | 66-74-67-66=273 | –15   |
| 4   | 12 oktober 2014  | Sime Darby LPGA Malaysia | 67-67-69-63=266 | –18   |

Ladies European Tour
| Nr. | Datum            | Toernooi                   | Score           | Score |
| --- | ---------------- | -------------------------- | --------------- | ----- |
| 1   | 2 maart 2012     | World Ladies Championship  | 66-69-71=206    | –10   |
| 2   | 8 december 2012  | Omega Dubai Ladies Masters | 66-65-67-69=267 | –21   |
| 3   | 13 december 2014 | Omega Dubai Ladies Masters | 66-67-66-70=269 | –19   |
| 4   | 10 mei 2015      | Buick Championship         | 65-67-69-70=271 | –17   |

LPGA of Japan Tour
| Nr. | Datum             | Toernooi                             | Score           | Score | Info                            |
| --- | ----------------- | ------------------------------------ | --------------- | ----- | ------------------------------- |
| 1   | 7 augustus 2011   | Meiji Cup                            | 68-67-67=202    | –13   |                                 |
| 2   | 25 september 2011 | Miyagi TV Cup Dunlop Ladies Open     | 70-70-68=208    | –8    |                                 |
| 3   | 27 mei 2012       | Yonex Ladies                         | 70-69-69=208    | –8    | Won de play-off van Yukari Baba |
| 4   | 5 augustus 2012   | Meiji Cup                            | 72-70-67=209    | –7    | Won de play-off van Sun-Ju Ahn  |
| 5   | 30 september 2012 | Japan Women's Open Golf Championship | 68-75-74-71=288 | par   |                                 |

Overige
- 2012: World Ladies Championship (teamevenement met Liying Ye)